# Jonas Scholz
Jonas Scholz (Roth, 24 januari 1999) is een Duits voetballer die doorgaans speelt als verdediger. Hij verruilde in 2024 Fortuna Köln voor Helmond Sport.

## Clubcarrière
Scholz begon met voetballen bij 1. FC Nürnberg, waarna hij in 2018 overstapte naar 1. FC Kaiserslautern. Hij speelde daar vooral bij het tweede team in de Oberliga Rheinland-Pfalz/Saar, maar speelde ook tien wedstrijden voor het eerste elftal in de 3. Liga. Hij debuteerde voor het eerste op 3 oktober 2018, in een wedstrijd om de Südwestpokal tegen SC 07 Idar-Oberstein (7-0). Op 20 juli 2019 maakte hij zijn competitiedebuut tegen SpVgg Unterhaching (1-1). 
In januari 2021 maakte Scholz de overstap naar FC 08 Homburg, dat uitkwam in de Regionalliga Südwest. Hij speelde hier anderhalf seizoen, waarbij hij veel speelde. Op 21 mei 2022 verloor Scholz met Homburg de finale van de Saarlandpokal tegen SV Elversberg (1-2). 
Medio 2022 verkaste Scholz naar SC Fortuna Köln, dat uitkwam in de Regionalliga West. Ook hier was hij eigenlijk altijd basisspeler. In 64 wedstrijden voor de club scoorde hij zes keer.
Medio 2024 werd hij overgenomen door Helmond Sport, dat uitkwam in de Eerste divisie. Hij debuteerde in de eerste speelronde tegen Jong FC Utrecht (1-1). Op 30 augustus maakte hij zijn eerste doelpunt tegen VVV-Venlo (3-0). Vanaf februari 2025 is Scholz aanvoerder van Helmond.

## Statistieken
| Seizoen | Club                 | Competitie           | Competitie | Competitie | Beker | Beker | Overig | Overig | Totaal | Totaal |
| Seizoen | Club                 | Competitie           | Wed.       | Dlp.       | Wed.  | Dlp.  | Wed.   | Dlp.   | Wed.   | Dlp.   |
| ------- | -------------------- | -------------------- | ---------- | ---------- | ----- | ----- | ------ | ------ | ------ | ------ |
| 2018/19 | 1. FC Kaiserslautern | 3. Liga              | 0          | 0          | 2     | 0     | 0      | 0      | 2      | 0      |
| 2019/20 | 1. FC Kaiserslautern | 3. Liga              | 4          | 0          | 1     | 0     | 0      | 0      | 5      | 0      |
| 2020/21 | 1. FC Kaiserslautern | 3. Liga              | 1          | 0          | 2     | 0     | 0      | 0      | 3      | 0      |
| 2020/21 | FC 08 Homburg        | Regionalliga Südwest | 15         | 0          | 1     | 0     | 0      | 0      | 16     | 0      |
| 2021/22 | FC 08 Homburg        | Regionalliga Südwest | 31         | 1          | 4     | 0     | 0      | 0      | 35     | 1      |
| 2022/23 | SC Fortuna Köln      | Regionalliga West    | 31         | 2          | 1     | 0     | 0      | 0      | 32     | 2      |
| 2023/24 | SC Fortuna Köln      | Regionalliga West    | 30         | 3          | 2     | 1     | 0      | 0      | 32     | 4      |
| 2024/25 | Helmond Sport        | Eerste divisie       | 34         | 6          | 0     | 0     | 0      | 0      | 34     | 6      |
| Totaal  | Totaal               | Totaal               | 146        | 12         | 13    | 1     | 0      | 0      | 159    | 13     |

Bijgewerkt op 16 juni 2025.